# Tanganoides greeni
Espèce
Synonymes
- Tangana greeni Davies, 2003

Tanganoides greeni est une espèce d'araignées aranéomorphes de la famille des Desidae.

## Distribution
Cette espèce est endémique de Tasmanie en Australie.

## Description
La carapace du mâle holotype mesure 6,1 mm de long sur 4,8 mm de large et l'abdomen 5,8 mm de long sur 3,5 mm de large. La carapace de la femelle paratype mesure 5,8 mm de long sur 4,0 mm de large et l'abdomen 5,3 mm de long sur 3,4 mm de large. Les mâles mesurent de 9,2 à 11,5 mm et les femelles de 9,0 à 14,0 mm.

## Étymologie
Cette espèce est nommée en l'honneur de Robert H. Green.

## Publication originale
- Davies, 2003 : Tangana, a new spider genus from Australia (Amaurobioidea: Amphinectidae: Tasmarubriinae). Memoirs of the Queensland Museum, vol. 49, p. 251-259 (texte intégral).